# Сидаде-де-Деуш
Сидаде-де-Деуш (порт. Cidade de Deus — город Бога, также называемый местными жителями просто CDD) — район (фавела) Рио-де-Жанейро, расположенный в Западной зоне города, субпрефектура Барра-и-Жакарепагуа (XXXIII RA, 4 AP). Граничит с Жакарепагуа, Гарденьей-Асул, Фрегезией-де-Жакарепагуа и Такуарой.

## История
История Сидаде-де-Деуша берёт своё начало в 1964 году, когда губернатор штата Гуанабара Карлуш Ласедра приступил к реализации программы по удалению фавел из центральных районов города, а также постройки для переселенцев нормального жилья. Для этих целей ещё в 1962 году была создана Государственная жилищная компания Гуанабары (COHAB GB), которая и приступила 1 февраля 1965 года, после утверждения проекта застройки (20 декабря 1964 года), к строительству нового района.
В 1966 году из-за проливных дождей ситуация в Рио-де-Жанейро ухудшилась, поэтому оставшихся без крова людей начали экстренно переселять в уже имеющийся жилой фонд, хотя налаживание инфраструктуры ещё не было завершено. Таким образом, проект Города Бога, который должен был уменьшить количество трущоб в столице, сам стал проектом одного из самых известных кварталов бедноты в Бразилии. Плохая экономическая ситуация и низкий уровень образования привели к криминализации этого района.
После выхода в 2002 году фильма «Город Бога», который получил ряд наград и был номинирован на Оскар, в Сидаде-де-Деуше был создан Комитет сообщества и агентство местного развития для борьбы против дискриминации и предрассудков, связанных с бразильскими фавелами. Кроме того, перед Олимпиадой в Рио-де-Жанейро были созданы специальные подразделения полиции — UPP (Unidade de Polícia Pacificadora, Миротворческое подразделение полиции).
Также широко известным район стал после визита в 2011 году президента США Барака Обамы, который приехал в сопровождении губернатора Рио-де-Жанейро Сержиу Кабрала и мэра Эдуарду Паеша.